# Frullania cretacea
Frullania cretacea là một loài Rêu trong họ Jubulaceae. Loài này được Hentschel, A. R. Schimdt & J. Heinrichs mô tả khoa học đầu tiên năm 2009.